# Layer 2 Tunneling Protocol
Layer 2 Tunneling Protocol (L2TP) signifie protocole de tunnellisation de niveau 2.
Il s'agit d'un protocole réseau utilisé pour créer des réseaux privés virtuels (VPN), le plus souvent entre un opérateur de collecte de trafic (dégroupeur ADSL ou opérateur de téléphonie pour les accès RTC) et les fournisseurs d'accès à Internet.

## Normalisation
Ce protocole, dont la normalisation par l'Internet Engineering Task Force (IETF) date de 1999, est issu du protocole du même nom, propriétaire (brevet 5,918,019 aux États-Unis), écrit par Cisco.
Le protocole combine des fonctionnalités de deux protocoles tunnel : Layer 2 Forwarding (L2F) de Cisco et Point-to-point tunneling protocol (PPTP) de Microsoft.

## Description
Ce protocole permet de transporter des connexions en conservant les informations du niveau 2 au niveau 7 du modèle OSI. Le transport de ces connexions se fait grâce à des tunnels IP/UDP, le port UDP utilisé en standard est le 1701. Un même tunnel peut transporter plusieurs connexions, en général il n'y a qu'un seul tunnel entre deux mêmes équipements de terminaison. L'équipement qui initie le tunnel, généralement un NAS ou un BAS, est appelé LAC (L2TP Access Concentrator) et l'équipement qui termine le tunnel est appelé LNS (L2TP Network Server).
Au départ, avec la RFC 2661, le protocole L2TP a été défini pour transporter des sessions PPP, agrégées depuis un concentrateur de connexion ("LAC") vers un réseau opérateur (serveur "LNS"). Par la suite L2TP a été généralisé pour transporter n'importe quel protocole de niveau 2 (par exemple Ethernet) avec L2TPv3 dans la RFC 3931, cette version pouvant être transportée via IP/UDP ou directement sur IP.